# Armadillidium marmoratum
Armadillidium marmoratum là một loài chân đều trong họ Armadillidiidae. Loài này được Strouhal miêu tả khoa học năm 1929.